# ولادیمیر گدار
ولادیمیر گدار (اسلواکی: Vladimír Godár؛ زادهٔ ۱۶ مارس ۱۹۵۶) آهنگساز و موسیقی‌دان اهل اسلواکی است. او در سال ۲۰۰۱ جایزه ژرژ دلرو را در جشنواره بین‌المللی فیلم فلاندرز برای موسیقی فیلم چشم‌انداز دریافت کرد.
مجموعه مقاله‌های او با عنوان «کودلیبت‌های بدعت‌آمیز» که در سال ۱۹۹۸ منتشر شده بود، قرار است در سال ۲۰۲۴ توسط انتشارات دالکی، در قالب مجموعه «ادبیات اروپای شرقی»، به زبان انگلیسی منتشر شود.
از فیلم‌ها یا مجموعه‌های تلویزیونی که وی در آن‌ها نقش داشته است، می‌توان به شهر خورشید و چشم‌انداز اشاره نمود.